# Goldia
Goldia là một chi bướm ngày thuộc họ Lycaenidae.